# Scaphiophryne
Scaphiophryne es un género de anfibios anuros de la familia Microhylidae; es endémico de Madagascar.

## Especies
Se reconocen las 9 siguientes según ASW:
- Scaphiophryne boribory Vences, Raxworthy, Nussbaum & Glaw, 2003
- Scaphiophryne brevis (Boulenger, 1896)
- Scaphiophryne calcarata (Mocquard, 1895)
- Scaphiophryne gottlebei Busse & Böhme, 1992
- Scaphiophryne madagascariensis (Boulenger, 1882)
- Scaphiophryne marmorata Boulenger, 1882
- Scaphiophryne matsoko[2] Raselimanana, Raxworthy, Andreone, Glaw & Vences, 2014
- Scaphiophryne menabensis Glos, Glaw & Vences, 2005
- Scaphiophryne obscura
- Scaphiophryne spinosa Steindachner, 1882
- Scaphiophryne verrucosa